# Vladimir Bartol
Vladimir Bartol, né le 24 février 1903 à Trieste dans le Littoral autrichien et mort le 12 septembre 1967 à Ljubljana, est un écrivain slovène. Son roman Alamut (1938), traduit dans de nombreuses langues, l'a fait connaître mondialement.

## Biographie
Après avoir étudié à l'université de Ljubljana et à la Sorbonne, il sert dans l'armée et vit en 1933-1934 à Belgrade où il édite un hebdomadaire. Introducteur des théories de Freud dans la Yougoslavie d’avant la Seconde Guerre mondiale, féru de philosophie (il fut traducteur de Nietzsche) et de biologie (ses travaux sur les lépidoptères côtoient aujourd’hui ceux de Nabokov dans les bibliothèques universitaires), il se veut d’abord essayiste.
Son roman, Alamut, publié en 1938, s'est progressivement imposé comme un grand classique d'une surprenante modernité. Il est traduit en tchèque (1946), en serbe (1954), en français (1988), en espagnol (1989), en italien (1989), en allemand (1992), en turc et en persan (1995), puis en arabe, en grec, en coréen, en anglais et dans d'autres langues.
Il participa activement à la Résistance durant la Seconde Guerre mondiale.

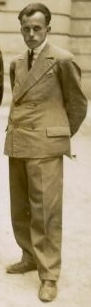
Vladimir Bartol entre 1925 et 1935.

## Œuvre

### Romans
- Alamut (1938) Publié en français sous le titre Alamut, traduit par Claude Vincenot, texte revu par Jean-Pierre Sicre, Paris, Phébus, coll. « Domaine romanesque », 1988  (ISBN 2-85940-108-3) ; réédition, Paris, Presses-Pocket, no 3202, 1989  (ISBN 2-266-02679-8). Nouvelle traduction d'Andrée Lück Gaye, Paris, Phébus, coll. « Libretto » no 3, 1998  (ISBN 2-85940-518-6) ;
- Don Lorenzo (1985), publication posthume

### Recueils de nouvelles
- Al Araf (1935)
- Tržaške humoreske (1957)

### Théâtre
- Lopez (1932)

### Autobiographie
- Mladost pri Svetem Ivanu (2001), publication posthume

### Étude sur l'œuvre de Bartol
- Jad Hatem, Un paradis à l'ombre des épées : Nietzsche et Bartol, Paris, L'Harmattan, 2010.